# Pyrolusiet
Het mineraal pyrolusiet is een mangaan-oxide met de chemische formule MnO2.

## Eigenschappen
Het opaak blauw- tot staalgrijze pyrolusiet heeft een submetallische glans, een zwarte streepkleur en het mineraal kent een perfecte splijting volgens het kristalvlak [110]. Het kristalstelsel is tetragonaal. Pyrolusiet heeft een gemiddelde dichtheid van 4,73, de hardheid is 6 tot 6,5 en het mineraal is niet radioactief.

## Naamgeving
De naam van het mineraal pyrolusiet is afgeleid van de Griekse woorden πῦρ, pur ("vuur") en λούειν, louein, dat "wassen" betekent. Het mineraal werd vroeger gebruikt om de groene kleur van tweewaardige ijzer-oxiden van glas te wassen.

## Voorkomen
Pyrolusiet is een algemeen mineraal dat voorkomt in sedimentaire en hydrothermale gesteenten en als secundair mineraal gevormd kan worden. De typelocatie is niet gedefinieerd. Het wordt onder andere gevonden in Hori Blatna, Tsjechië.